# Taça de Portugal de Hóquei em Patins de 2013–14
A Taça de Portugal de Hóquei em Patins é a segunda competição mais importante do calendário nacional de hóquei em patins e é organizada pela Federação Portuguesa de Patinagem.

## 2ª Eliminatória
Devido ao reduzido número de inscritos, a Pré-eliminatória e a 1ª eliminatória não foram disputadas nesta época.
Na 2ª eliminatória participaram os clubes das 2ª e 3ª Divisões, num total de 59 divididos em 2 zonas: Norte e Sul.
Os jogos foram disputados a 8 de Fevereiro de 2014.
| 1ª Divisão | 2ª Divisão | 3ª Divisão | Distritais | Total   |
| ---------- | ---------- | ---------- | ---------- | ------- |
| 16 / 16    | 31 / 31    | 26 / 26    | 2 / 2      | 75 / 75 |

| Zona Norte | Zona Norte           | Zona Norte | Zona Norte | Zona Norte | Zona Norte         |
| J          | Visitado             | Div        | Res        | Div        | Visitante          |
| ---------- | -------------------- | ---------- | ---------- | ---------- | ------------------ |
| 1          | Académico FC         | 3ª         | FC         | 2ª         | CART Superinertes  |
| 2          | SC Marinhense        | 3ª         | 3-8        | 2ª         | C Infante Sagres   |
| 3          | ACR Pesseg. Vouga    | 3ª         | 5-3        | 2ª         | A Acad. Espinho    |
| 4          | HC Paço de Rei       | 2ª         | 5-7        | 2ª         | CP Sobreira        |
| 5          | AD Penafiel          | 3ª         | 5-3        | 2ª         | C Acad. Feira      |
| 6          | CRPF Lavra           | 2ª         | 4-6        | 2ª         | CD Póvoa           |
| 7          | Boavista FC          | 3ª         | 0-6        | 2ª         | ACR Gulpilhares    |
| 8          | CS Marítimo          | 3ª         | 5-7        | 2ª         | GDC Fânzeres       |
| 9          | FC Oliveira Hospital | 3ª         | 3-5        | 2ª         | CD Cucujães        |
| 10         | CCD Ancorense        | 3ª         | 5-2        | 2ª         | Riba d'Ave HC      |
| 11         | HC Fão               | 3ª         | 6-2        | 3ª         | Juventude Ouriense |
| 12         | Valença HC           | 3ª         | 6-5        | 2ª         | HC Marco           |
| 13         | ACD Vila Boa Bispo   | 3ª         | 5-0        | 3ª         | HC Ponta Delgada   |
| 14         | AD Sanjoanense       | 2ª         | Isento     | Isento     | Isento             |
| 15         | Juventude Pacense    | 2ª         | Isento     | Isento     | Isento             |
| 16         | Famalicense AC       | 2ª         | Isento     | Isento     | Isento             |

| Zona Sul | Zona Sul          | Zona Sul | Zona Sul | Zona Sul | Zona Sul             |
| J        | Visitado          | Div      | Res      | Div      | Visitante            |
| -------- | ----------------- | -------- | -------- | -------- | -------------------- |
| 17       | CP Beja           | 3ª       | 2-6      | 2ª       | A Acad. Coimbra      |
| 18       | HC Santiago       | 3ª       | 6-4      | 2ª       | AJ Salesiana         |
| 19       | Biblioteca IR     | 2ª       | 4-5      | 2ª       | AD Oeiras            |
| 20       | Marítimo SC       | 2ª       | 10-7     | 2ª       | A Alcobacense CD     |
| 21       | CF Estremoz       | 3ª       | 10-4     | 3ª       | A Acad. Amadora      |
| 22       | HC Vasco da Gama  | 3ª       | 8-5      | 2ª       | UF Entroncamento     |
| 23       | UD Vilafranquense | D        | 6-5      | 2ª       | CA Campo Ourique     |
| 24       | GDS Cascais       | 3ª       | 3-4      | 2ª       | HCP Grândola         |
| 25       | FC Castrense      | 3ª       | 6-8      | 2ª       | Escola Livre Azemeis |
| 26       | CD Boliqueime     | 3ª       | 2-3      | 2ª       | S Alenquer Benf.     |
| 27       | AC Tojal          | 3ª       | 7-3      | 2ª       | GD Sesimbra          |
| 28       | Parede FC         | 3ª       | 7-2      | 2ª       | HC "Os Tigres"       |
| 29       | GD Vialonga       | 3ª       | 1-10     | 3ª       | UDC Nafarros         |
| 30       | GC Odivelas       | 3ª       | 4-3      | 2ª       | ACR Santa Cita       |
| 31       | HC Sintra         | 2ª       | Isento   | Isento   | Isento               |
| 32       | Juv. Azeitonense  | D        | Isento   | Isento   | Isento               |

## 3ª Eliminatória
Nesta eliminatória participaram os 32 clubes apurados da eliminatóra anterior (31 após desistência da Juv. Azeitonense) divididos em 2 zonas: Norte e Sul.
Os jogos foram disputados a 15 de Março de 2014.
| 1ª Divisão | 2ª Divisão | 3ª Divisão | Distritais | Total   |
| ---------- | ---------- | ---------- | ---------- | ------- |
| 16 / 16    | 16 / 31    | 14 / 26    | 2 / 2      | 48 / 75 |

| Zona Norte | Zona Norte         | Zona Norte | Zona Norte | Zona Norte | Zona Norte        |
| J          | Visitado           | Div        | Res        | Div        | Visitante         |
| ---------- | ------------------ | ---------- | ---------- | ---------- | ----------------- |
| 1          | ACD Vila Boa Bispo | 3ª         | 1-3        | 2ª         | C Infante Sagres  |
| 2          | AD Penafiel        | 3ª         | 5-3        | 3ª         | ACR Pesseg. Vouga |
| 3          | CP Sobreira        | 2ª         | 6-3        | 2ª         | CD Cucujães       |
| 4          | Famalicense AC     | 2ª         | 8-4        | 2ª         | CART Superinertes |
| 5          | Valença HC         | 3ª         | 6-4        | 3ª         | CCD Ancorense     |
| 6          | HC Fão             | 3ª         | 2-5        | 2ª         | Juventude Pacense |
| 7          | GDC Fânzeres       | 2ª         | 1-4        | 2ª         | AD Sanjoanense    |
| 8          | ACR Gulpilhares    | 2ª         | 6-5        | 2ª         | CD Póvoa          |

| Zona Sul | Zona Sul          | Zona Sul | Zona Sul | Zona Sul | Zona Sul             |
| J        | Visitado          | Div      | Res      | Div      | Visitante            |
| -------- | ----------------- | -------- | -------- | -------- | -------------------- |
| 9        | GC Odivelas       | 3ª       | 4-7      | 3ª       | Parede FC            |
| 10       | UD Vilafranquense | D        | 7-8      | 3ª       | HC Vasco da Gama     |
| 11       | A Acad. Coimbra   | 2ª       | 7-4      | 2ª       | Escola Livre Azemeis |
| 12       | HCP Grândola      | 2ª       | 3-12     | 2ª       | HC Sintra            |
| 13       | CF Estremoz       | 3ª       | 6-5      | 3ª       | HC Santiago          |
| 14       | UDC Nafarros      | 3ª       | 6-8      | 2ª       | S Alenquer Benf.     |
| 15       | AC Tojal          | 3ª       | 3-5      | 2ª       | AD Oeiras            |
| 16       | Marítimo SC       | 2ª       | Isento   | Isento   | Isento               |

## Dezasseis-avos de Final
Os Dezasseis-avos de final foram disputados a 9 de Abril de 2014.
| 1ª Divisão | 2ª Divisão | 3ª Divisão | Distritais | Total   |
| ---------- | ---------- | ---------- | ---------- | ------- |
| 16 / 16    | 11 / 31    | 5 / 26     | 0 / 2      | 32 / 75 |

| Visitado           | Div | Res    | Div | Visitante        |
| ------------------ | --- | ------ | --- | ---------------- |
| Alenquer e Benfica | 2ª  | 5 – 0  | 1ª  | CH Carvalhos     |
| AD Penafiel        | 3ª  | 2 – 6  | 1ª  | HC Turquel       |
| FC Porto           | 1ª  | 4 – 3  | 1ª  | AD Valongo       |
| SL Benfica         | 1ª  | 11 – 2 | 1ª  | HC Mealhada      |
| HC Vasco da Gama   | 3ª  | 3 – 4  | 1ª  | HC Braga         |
| CF Estremoz        | 3ª  | 2 – 3  | 2ª  | Infante Sagres   |
| SC Tomar           | 1ª  | 5 – 3  | 1ª  | OC Barcelos      |
| AD Oeiras          | 2ª  | 4 – 3  | 1ª  | AE Fisica D      |
| Sporting CP        | 1ª  | 4 – 3  | 1ª  | Candelária SC    |
| AD Sanjoanense     | 2ª  | 6 – 2  | 1ª  | CD Paço de Arcos |
| Juv. Viana         | 1ª  | 4 – 5  | 1ª  | UD Oliveirense   |
| Juv. Pacense       | 2ª  | 5 – 2  | 2ª  | HC Sintra        |
| Marítimo SC        | 2ª  | 2 – 9  | 1ª  | HA Cambra        |
| AA Coimbra         | 1ª  | 3 – 4  | 2ª  | Famalicense AC   |
| Parede FC          | 3ª  | 2 – 5  | 3ª  | Valença HC       |
| ACR Gulpilhares    | 2ª  | 6 – 4  | 2ª  | CP Sobreira      |

## Fase de Final
| 1ª Divisão | 2ª Divisão | 3ª Divisão | Distritais | Total   |
| ---------- | ---------- | ---------- | ---------- | ------- |
| 8 / 16     | 7 / 31     | 1 / 26     | 0 / 2      | 16 / 75 |

|  | Oitavas de final   | Oitavas de final   |                    |    | Quartas de final | Quartas de final |  |  | Semifinais | Semifinais |  |  | Final | Final |
|  |                    |                    |                    |    |                  |                  |  |  |            |            |  |  |       |       |
|  | 23 Abril           |                    |                    |    |                  |                  |  |  |            |            |  |  |       |       |
|  |                    |                    |                    |    |                  |                  |  |  |            |            |  |  |       |       |
|  | AD Sanjoanense     | 4                  |                    |    |                  |                  |  |  |            |            |  |  |       |       |
|  | AD Sanjoanense     | 4                  | 21 Maio            |    |                  |                  |  |  |            |            |  |  |       |       |
|  | Famalicense AC     | 3                  |                    |    |                  |                  |  |  |            |            |  |  |       |       |
|  | Famalicense AC     | 3                  | AD Sanjoanense     | 5  |                  |                  |  |  |            |            |  |  |       |       |
|  | 23 Abril           |                    | AD Sanjoanense     | 5  |                  |                  |  |  |            |            |  |  |       |       |
|  |                    | SL Benfica         | 8                  |    |                  |                  |  |  |            |            |  |  |       |       |
|  | SL Benfica         | SL Benfica         | 8                  | 1  |                  |                  |  |  |            |            |  |  |       |       |
|  | SL Benfica         |                    | 7 Junho            | 1  |                  |                  |  |  |            |            |  |  |       |       |
|  | UD Oliveirense     | 0                  |                    |    |                  |                  |  |  |            |            |  |  |       |       |
|  | UD Oliveirense     | 0                  | SL Benfica         | 6  |                  |                  |  |  |            |            |  |  |       |       |
|  | 23 Abril           |                    | SL Benfica         | 6  |                  |                  |  |  |            |            |  |  |       |       |
|  |                    | H.A.Cambra         | 4                  |    |                  |                  |  |  |            |            |  |  |       |       |
|  | Juv. Pacense       | H.A.Cambra         | 4                  | 6  |                  |                  |  |  |            |            |  |  |       |       |
|  | Juv. Pacense       | 22 Maio            |                    | 6  |                  |                  |  |  |            |            |  |  |       |       |
|  | SC Tomar           | 5                  |                    |    |                  |                  |  |  |            |            |  |  |       |       |
|  | SC Tomar           | 5                  | Juv. Pacense       | 1  |                  |                  |  |  |            |            |  |  |       |       |
|  | 23 Abril           |                    | Juv. Pacense       | 1  |                  |                  |  |  |            |            |  |  |       |       |
|  |                    | HA Cambra          | 3                  |    |                  |                  |  |  |            |            |  |  |       |       |
|  | ACR Gulpilhares    | HA Cambra          | 3                  | 5  |                  |                  |  |  |            |            |  |  |       |       |
|  | ACR Gulpilhares    |                    | 8 Junho            | 5  |                  |                  |  |  |            |            |  |  |       |       |
|  | HA Cambra          | 8                  |                    |    |                  |                  |  |  |            |            |  |  |       |       |
|  | HA Cambra          | 8                  | SL Benfica         | 8  |                  |                  |  |  |            |            |  |  |       |       |
|  | 23 Abril           |                    | SL Benfica         | 8  |                  |                  |  |  |            |            |  |  |       |       |
|  |                    | FC Porto           | 3                  |    |                  |                  |  |  |            |            |  |  |       |       |
|  | Valença HC         | FC Porto           | 3                  | 4  |                  |                  |  |  |            |            |  |  |       |       |
|  | Valença HC         | 21 Maio            |                    | 4  |                  |                  |  |  |            |            |  |  |       |       |
|  | FC Porto           | 5                  |                    |    |                  |                  |  |  |            |            |  |  |       |       |
|  | FC Porto           | 5                  | FC Porto           | 12 |                  |                  |  |  |            |            |  |  |       |       |
|  | 23 Abril           |                    | FC Porto           | 12 |                  |                  |  |  |            |            |  |  |       |       |
|  |                    | HC Braga           | 2                  |    |                  |                  |  |  |            |            |  |  |       |       |
|  | Sporting CP        | HC Braga           | 2                  | 3  |                  |                  |  |  |            |            |  |  |       |       |
|  | Sporting CP        |                    | 7 Junho            | 3  |                  |                  |  |  |            |            |  |  |       |       |
|  | HC Braga           | 6                  |                    |    |                  |                  |  |  |            |            |  |  |       |       |
|  | HC Braga           | 6                  | FC Porto           | 7  |                  |                  |  |  |            |            |  |  |       |       |
|  | 23 Abril           |                    | FC Porto           | 7  |                  |                  |  |  |            |            |  |  |       |       |
|  |                    | Alenquer e Benfica | 3                  |    |                  |                  |  |  |            |            |  |  |       |       |
|  | Alenquer e Benfica | Alenquer e Benfica | 3                  | 4  |                  |                  |  |  |            |            |  |  |       |       |
|  | Alenquer e Benfica | 21 Maio            |                    | 4  |                  |                  |  |  |            |            |  |  |       |       |
|  | AD Oeiras          | 2                  |                    |    |                  |                  |  |  |            |            |  |  |       |       |
|  | AD Oeiras          | 2                  | Alenquer e Benfica | 4  |                  |                  |  |  |            |            |  |  |       |       |
|  | 23 Abril           |                    | Alenquer e Benfica | 4  |                  |                  |  |  |            |            |  |  |       |       |
|  |                    | HC Turquel         | 1                  |    |                  |                  |  |  |            |            |  |  |       |       |
|  | Infante Sagres     | HC Turquel         | 1                  | 5  |                  |                  |  |  |            |            |  |  |       |       |
|  | Infante Sagres     |                    |                    | 5  |                  |                  |  |  |            |            |  |  |       |       |
|  | HC Turquel         | 6                  |                    |    |                  |                  |  |  |            |            |  |  |       |       |
|  | HC Turquel         | 6                  |                    |    |                  |                  |  |  |            |            |  |  |       |       |